# Teriitapunui Pōmare
Teriitapunui Pōmare (20 de março de 1846 - 17 de setembro de 1888) foi um membro da Família Pōmare, uma dinastia real no Tahiti. 

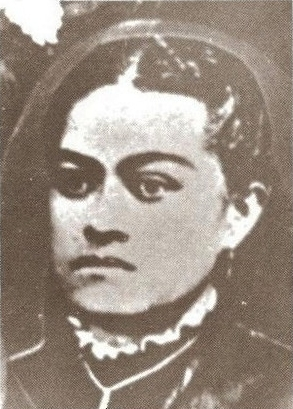
Princesa Teri'inavahoro'a.

## Biografia
Ele era o quinto filho da Rainha Pōmare IV do Tahiti e do Príncipe consorte Ariifaaite do Tahiti, um chefe de Huahine.
Em junho de 1862, ele se casou com a princesa Teri'inavahoro'a, da família principesca de Ma'i de Bora-Bora. Desta união nasceram três filhas:
- Princesa Teri'inavahoro'a Pōmare (15 de abril de 1873 - 12 de abril de 1874).
- Princesa Edite Maria Pōmare (3 de fevereiro de 1882 - 1899). casou com rei Tupou II de Tonga, em em dezembro de 1898, sem descendência.
- Princesa Tuaraenuiatera Pōmare (13 de abril de 1883 - 5 de setembro de 1883).

O casal também adotou a quarta filha de seu irmão Tamatoa V, a quem chamaram Teri'inavahoro'a (1877-1918). Ela casou com Opuhara Salmon e mais tarde seu irmão Teuraiterai Mote Salmon, tendo descendentes de ambos os maridos.